# Ekaterinburg Piranhas
Gli Ekaterinburg Piranhas ((RU)  Пираньи) sono stati una squadra di football americano di Ekaterinburg, in Russia, fondata nel 2012 e chiusa nel 2017.

## Dettaglio stagioni

### Tornei nazionali

#### Campionato

##### LAF/Campionato russo
| Stagione | regular season | regular season | regular season | regular season | regular season | regular season | playoff | playoff | playoff | playoff | playoff | playoff   | playoff    |
|          | Vin            | Par            | Per            | Tot            | PF             | PS             | Vin     | Per     | Tot     | PF      | PS      | risultato | avversaria |
| -------- | -------------- | -------------- | -------------- | -------------- | -------------- | -------------- | ------- | ------- | ------- | ------- | ------- | --------- | ---------- |
| 2016     | 1              | 0              | 5              | 6              | 82             | 286            | -       | -       | -       | -       | -       | -         | -          |
| Totale   | 1              | 0              | 5              | 6              | 82             | 286            | -       | -       | -       | -       | -       |           |            |

Fonti: Enciclopedia del Football - A cura di Roberto Mezzetti

Template:Football Ekaterinburg Piranhas storico